# Kerstin Smeds
Kerstin Birgitta Smeds, född 2 december 1953 i Helsingfors, är professor emerita  (sedan dec. 2018) i museologi vid Institutionen för kultur- och medievetenskaper vid Umeå universitet samt docent i historia vid Helsingfors universitet.

## Biografi
Kerstin Smeds började som journalist och översättare, parallellt med sina studier i historia, konsthistoria, filosofi och media & kommunikation vid Helsingfors universitet.  Hon disputerade 1996 på en doktorsavhandling vid Helsingfors universitet om hur Finland utvecklades som nation på världsutställningarna 1851-1900, hur nationell identitet byggs upp och speglas i dessa utställningar - med Finland i fokus. Avhandlingen belönades med priset Årets Vetenskapliga Bok i Finland (alla kategorier) av Finlands Vetenskapliga Samfunds Delegation., samt Svenska Litteratursällskapets fackbokspris. Hennes tidigare produktion, publicerad på svenska eller finska, omfattar - utom världsutställningar (PhD plus 1 annan bok); andra typer av nationella manifestationer såsom ”statuomania”; designhistoria; industrihistoria, idéhistoria. 1998-2000 ledde hon projektet ”Material & Ideal” (Ting-Tid-Tanke) vid Finlands Akademi. Smeds är också  forskarmedlem i Finska Historiska Samfundet.
2001 flyttade hon till Sverige. Januari 2001 till september 2003 var hon verksam som utställningschef på Historiska museet i Stockholm, där hon producerade ett antal stora utställningar, bland annat Memento Mori - Kom ihåg att dö. Samtidigt blev hon professor i museologi vid Umeå universitet, där hon hösten 2003 började på heltid.
Hennes museologiska forskning inkluderar teman som ”mumifiering” och ”musealisering” av världen, raison d’être för museer, utställningshistoria och -teori,  vårt förhållande till ting och tid,och frågor om autenticitet i föremål. Vidare intressen är museer och utställningar ur ett fenomenologiskt, existentiellt och samhälleligt perspektiv; utställningshistoria, teori och praktik; arvsproduktion och bevarandestrategier; sopor som kulturarv, botaniska trädgårdar(s historia).  Till detta kommer pågående (2018-19) projektet "Små, privata eller lokala museer, deras idé, syfte och betydelse för sina intressenter" samt  "Rebel Objects Adrift in Museum Collections", om föremål i museisamlingar som tappat sin proveniens, sin plats i registren, eller som är okända. Detta presenterades inom forskningsgruppen Object Matters, som drivs av prof. Bjornar Olsen vid University of Tromsø, på en workshop Unruly Heritage (2018). Se http://objectmatters.ruinmemories.org/rebel-objects-adrift-in -museum-samlingar-by-kerstin-smeds /. Projektet kommer förhoppningsvis att vara klart i slutet av 2020.
Smeds har alltid samarbetat i internationella och multilaterala nätverk. Hon har varit engagerad sedan 2007 i International Committe for Museology (ICOFOM) och suttit 2013 -2019 i dess styrelse. Inom ramen för denna aktivitet publicerade hon tillsammans med Ann Davis (Kanada) flera artiklar och ett par böcker  : Visiting the Visitor - An Enquiry Into the Visitor Business in Museums (transcript Verlag 2016) och Museum & Place (ICOFOM 2019) jämte ett flertal artiklar.
2023 belönades Smeds med Kungliga Vitterhetsakademien Gustaf II Afdolfmedalj för sina förtjänster i att bygga upp och beforska museologin i Sverige.
1983 - 2018 var Smeds gift med professor, sociologen Jukka Gronow (1945–). Paret har tre barn.